# フェノバーグ
フェノバーグ（Fenn O'Berg）は、クリスチャン・フェネス、ピーター・レーバーグ、ジム・オルークのメンバーで構成される即興のコンピュータ・ミュージック・トリオ（パワーブック・トリオとも）。
最初の2枚のアルバム『The Magic Sound of Fenn O'Berg』『ザ・リターン・オヴ・フェノバーグ』のカバー・アートは、チックス・オン・スピード (Chicks on Speed)によるもの。
「Floating My Boat」という曲では、有名なプロデューサーのジャック・ニッチェが編曲したニール・ヤングの「Expecting to Fly」をサンプリングしている。バンド・メンバーのジム・オルークは、ニッチェのプロダクションを大いに楽しんでいるとインタビューで述べている。

## ディスコグラフィ

### スタジオ・アルバム
- 『イン・ステレオ』 - In Stereo (2010年)
- 『イン・ヘル』 - In Hell (2012年)

### ライブ・アルバム
- The Magic Sound of Fenn O'Berg (1999年) ※3人の連名名義
- 『ザ・リターン・オヴ・フェノバーグ』 - The Return of Fenn O'Berg (2002年) ※3人の連名名義
- 『マジック&リターン』 - Magic & Return (2009年) ※上記2枚＋ボーナス・トラックのコンピレーション
- Live In Japan Part One (2010年)
- Live In Japan Part Two (2010年)
- 『ライヴ・イン・ジャパン』 - Live In Japan Part One & Two (2010年) ※上記2枚のコンピレーション